# Andwil TG
| TG ist das Kürzel für den Kanton Thurgau in der Schweiz. Es wird verwendet, um Verwechslungen mit anderen Einträgen des Namens Andwil zu vermeiden. |

Andwil ist eine ehemalige Ortsgemeinde und eine Ortschaft der Gemeinde Birwinken im Bezirk Weinfelden des Kantons Thurgau in der Schweiz.
Die Ortsgemeinde bestand von 1812 bis 1994, umfasste Andwil, Ober-Andwil, Eckartshausen, Guggenbühl, Heimenhofen und Lenzenhaus und gehörte zur ehemaligen Munizipalgemeinde Birwinken. Am 1. Januar 1995 fusionierte die Ortsgemeinde Andwil zur politischen Gemeinde Birwinken.

## Geschichte

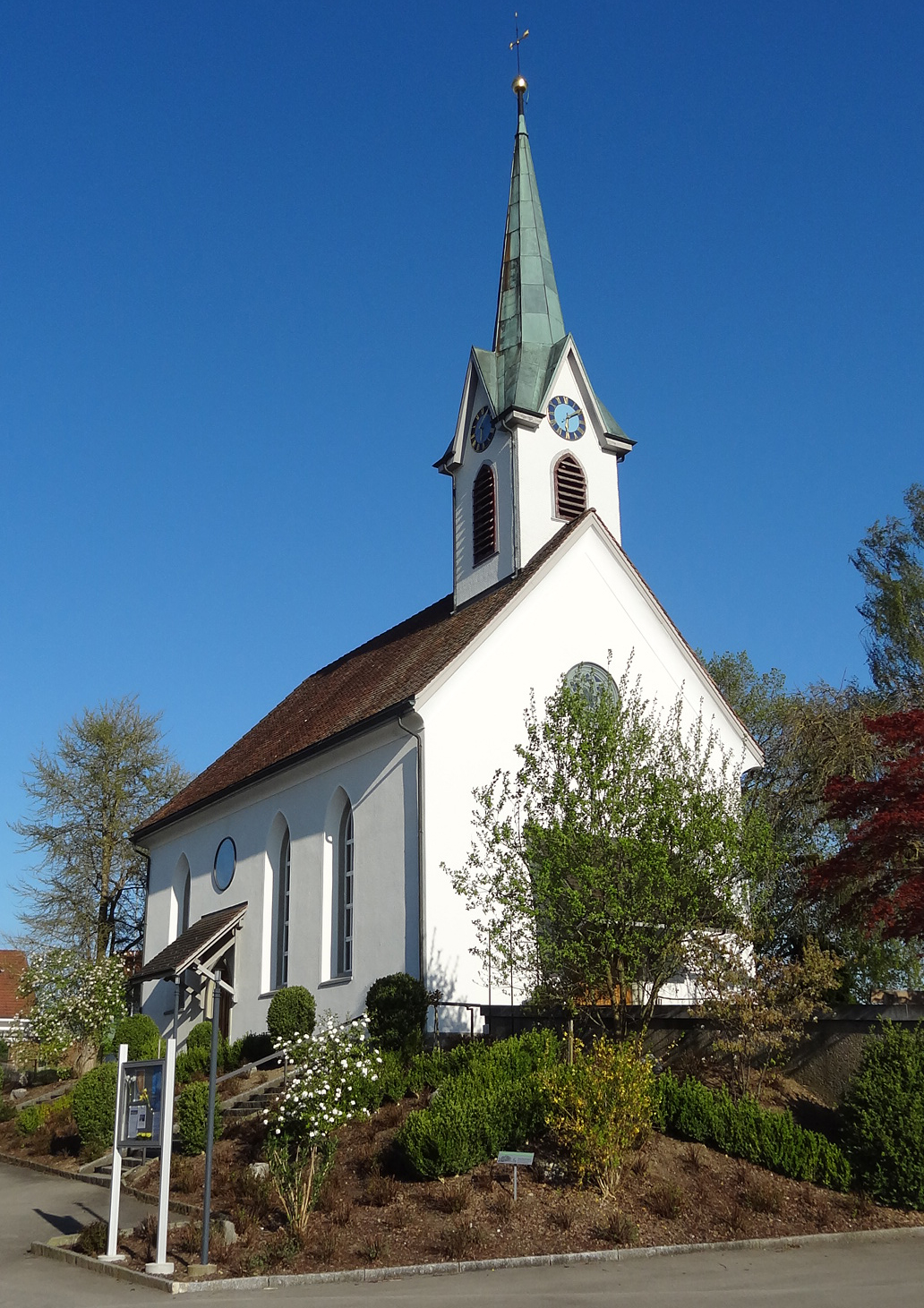
Reformierte Kirche

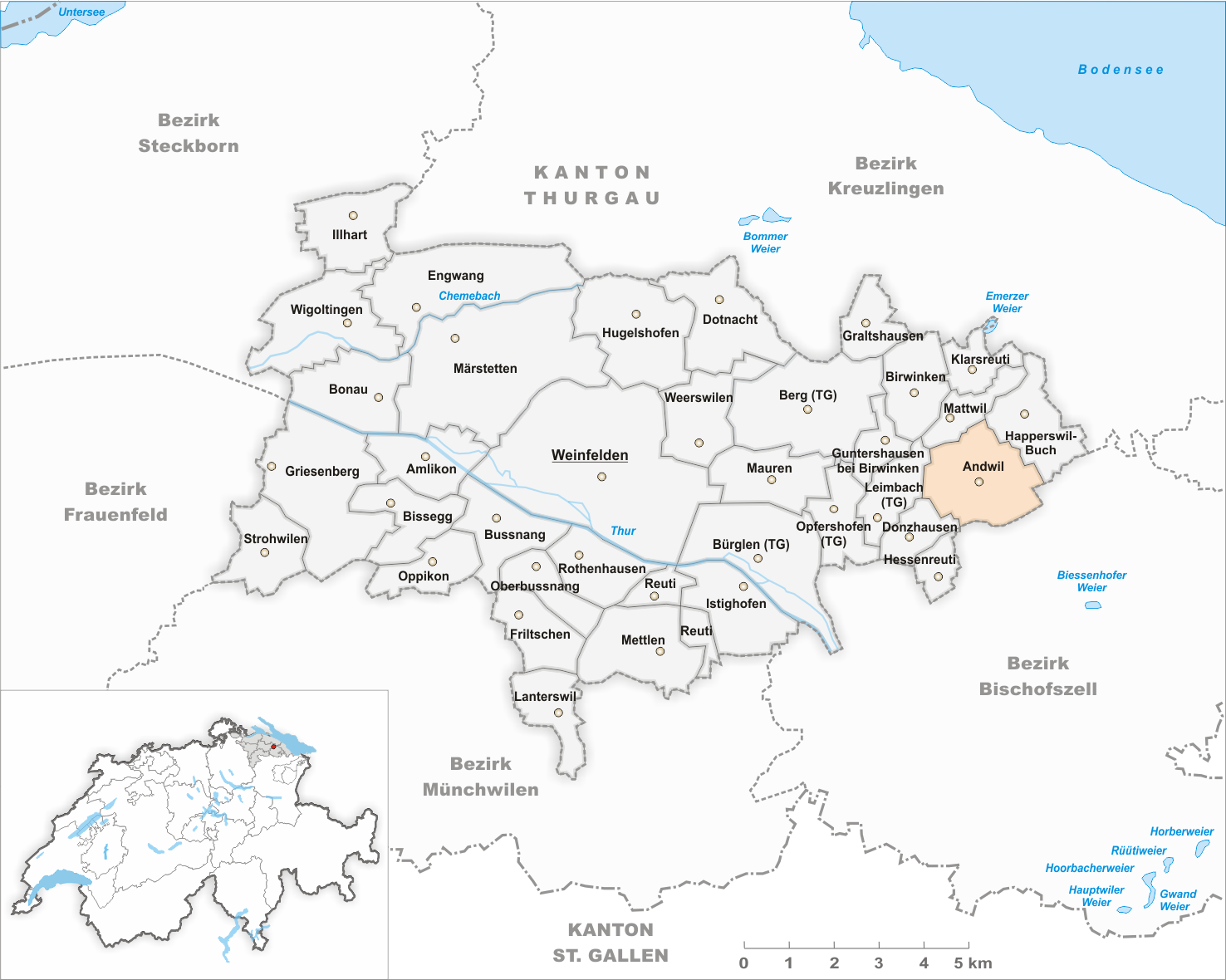
Gemeindestand vor der Fusion im Jahr 1995

Andwil wurde 846 erwähnt unter Anninwilare und 1295 als Anewille. Andwil war ein Lehen des Hochstifts Konstanz, doch gehörte das spätere Gemeindegebiet bis 1798 zu verschiedenen Herrschaften: Teils zählte es zum Gericht Andwil des Konstanzer Stifts St. Stephan, teils zu den Gerichten Berg und Oberaach, während Ober-Andwil, Eckartshausen, Heimenhofen und Lenzenhaus als sogenannte Hohe Gerichte direkt dem Landvogt unterstanden.
Die Pfarrei wurde 1350 dem Stift St. Stephan inkorporiert. Nach der Reformation 1529 wurde Andwil von Birwinken und Sommeri, ab 1678 von Bürglen aus versorgt. Seit 1809 ist die reformierte Kirchgemeinde mit Bürglen verbunden.
Traditionell wurden Getreidebau im Dreizelgensystem und Rebbau betrieben. Mitte des 19. Jahrhunderts erfolgte eine Verlagerung auf Viehwirtschaft und Obstbau, 1938 bis 1942 wurde eine Güterzusammenlegung durchgeführt. Im 19. Jahrhundert wurden Hausweberei und -stickerei betrieben. In Heimenhofen bestand von 1872 bis 1931 eine (Schiffli-)Stickerei und von 1934 bis 1961 eine Fahrradfabrik. Auf dem Guggenbühl richtete Johann Jakob Wehrli 1853 eine landwirtschaftliche Schule ein. Trotz verschiedenen Kleinbetrieben hat Andwil seinen bäuerlichen Charakter bis in die jüngste Zeit bewahrt.

## Wappen

Luftbild, aufgenommen von Werner Friedli am 18. August 1954

Blasonierung: Gespalten von Weiss mit rotem und von Rot mit gelbem abgewendeten Löwen.
Die Farben Rot und Gelb im Wappen erinnern an die Landvogtei Thurgau, Rot und Weiss an die Herrschaft Berg. Der gelbe Löwe ist der Thurgauer Löwe, der rote das Wappentier der Herren von Hugelshofen, die 1295 Güter in Andwil dem Stift St. Stephan in Konstanz verkauften.

## Bevölkerung
| Bevölkerungsentwicklung von Andwil | Bevölkerungsentwicklung von Andwil | Bevölkerungsentwicklung von Andwil | Bevölkerungsentwicklung von Andwil | Bevölkerungsentwicklung von Andwil | Bevölkerungsentwicklung von Andwil | Bevölkerungsentwicklung von Andwil | Bevölkerungsentwicklung von Andwil | Bevölkerungsentwicklung von Andwil |
| Jahr                               | 1831                               | 1910                               | 1980                               | 1990                               | 2000                               | 2010                               | 2018                               | 2023                               |
| ---------------------------------- | ---------------------------------- | ---------------------------------- | ---------------------------------- | ---------------------------------- | ---------------------------------- | ---------------------------------- | ---------------------------------- | ---------------------------------- |
| Ortsgemeinde                       | 405                                | 515                                | 363                                | 404                                |                                    |                                    |                                    |                                    |
| Ortschaft                          |                                    |                                    |                                    |                                    | 222                                | 227                                | 482                                | 526                                |
| Quelle                             |                                    |                                    |                                    |                                    | [ 6 ]                              | [ 7 ]                              | [ 3 ]                              | [ 8 ]                              |

Von den insgesamt 526 Einwohnern der Ortschaft Andwil am 31. Dezember 2023 waren 62 bzw. 11,8 % ausländische Staatsbürger. 256 (48,7 %) waren evangelisch-reformiert und 76 (14,4 %) römisch-katholisch.

## Persönlichkeiten
- Johann Jacob Wehrli (1790–1855), Pädagoge, betrieb eine Privatschule in Andwil
- Flavio Schmutz (* 1994), Eishockeyspieler, in Andwil geboren

## Sehenswürdigkeiten
Die reformierte Kirche Andwil ist in der Liste der Kulturgüter in Birwinken aufgeführt.

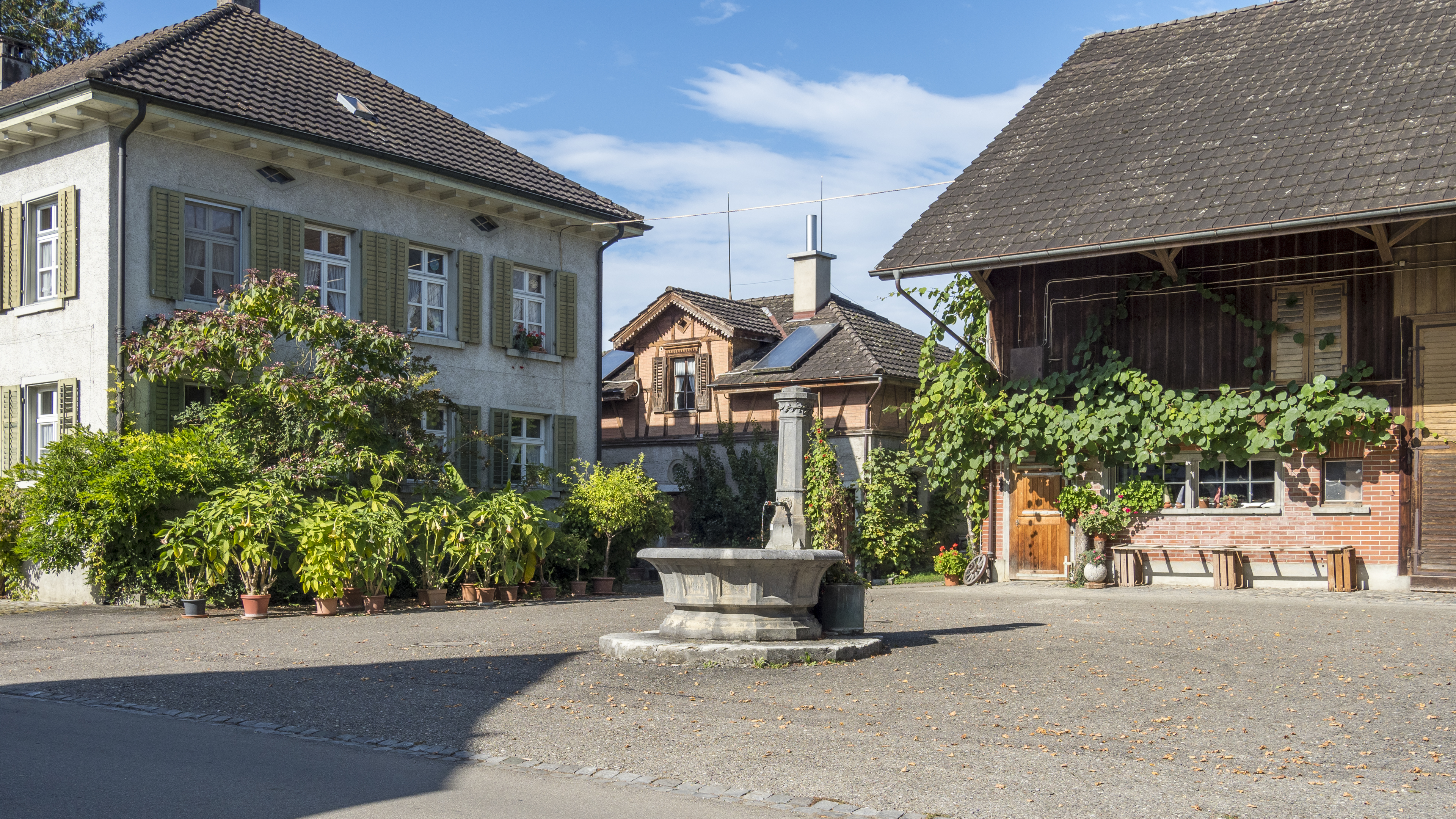
Heimenhofen
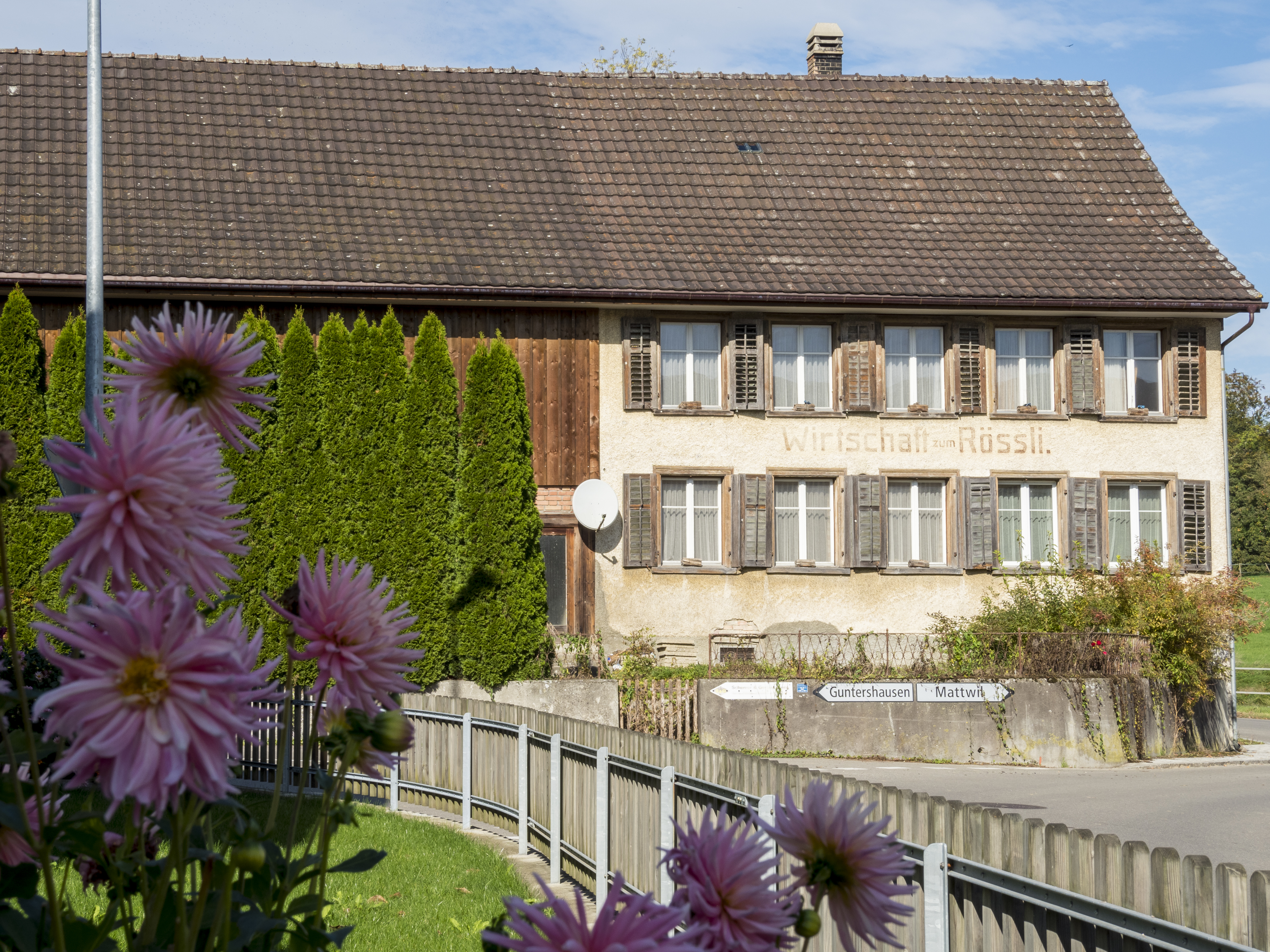
Heimenhofen 51
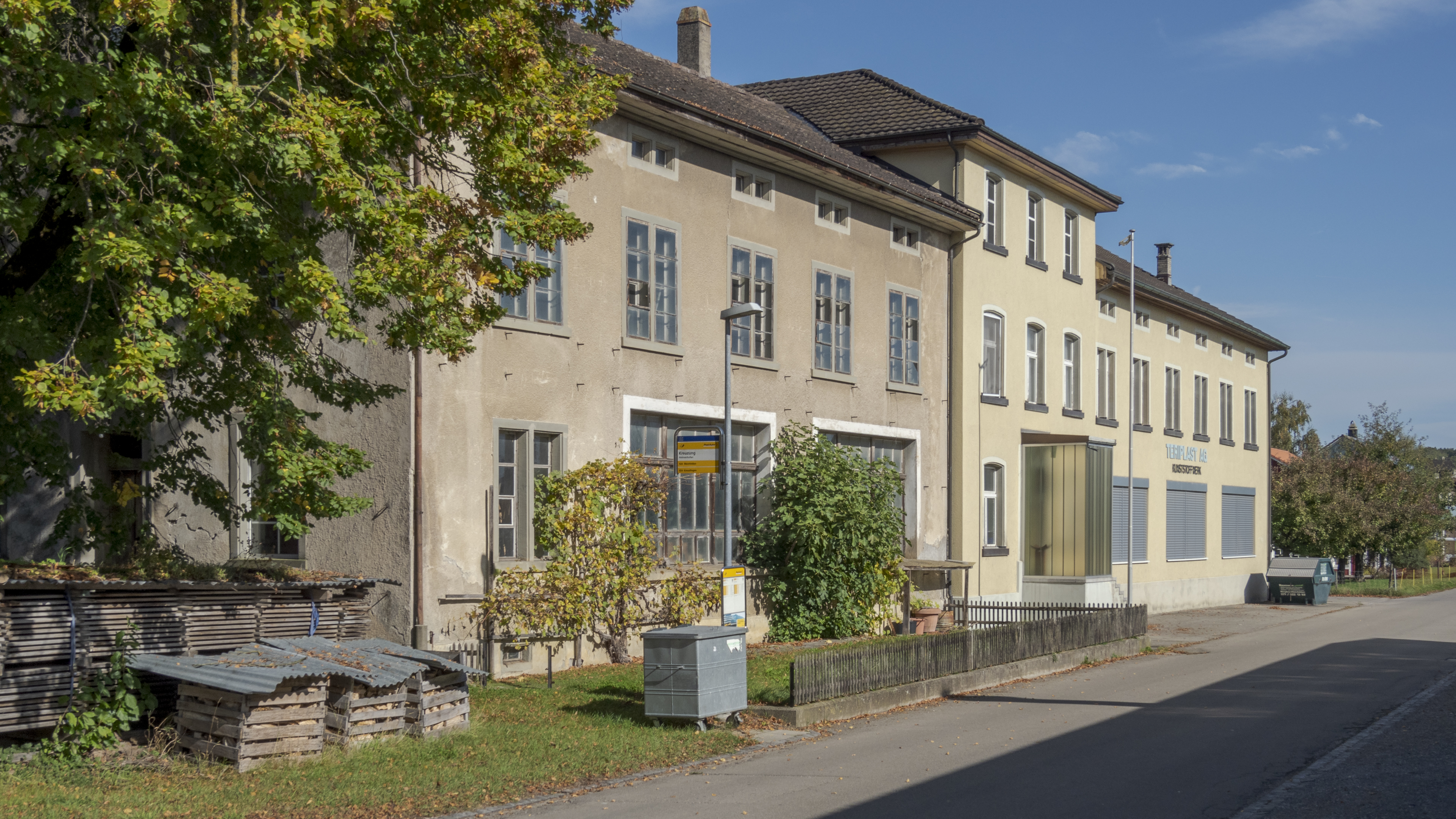
Industriegebäude Heimenhofen 16
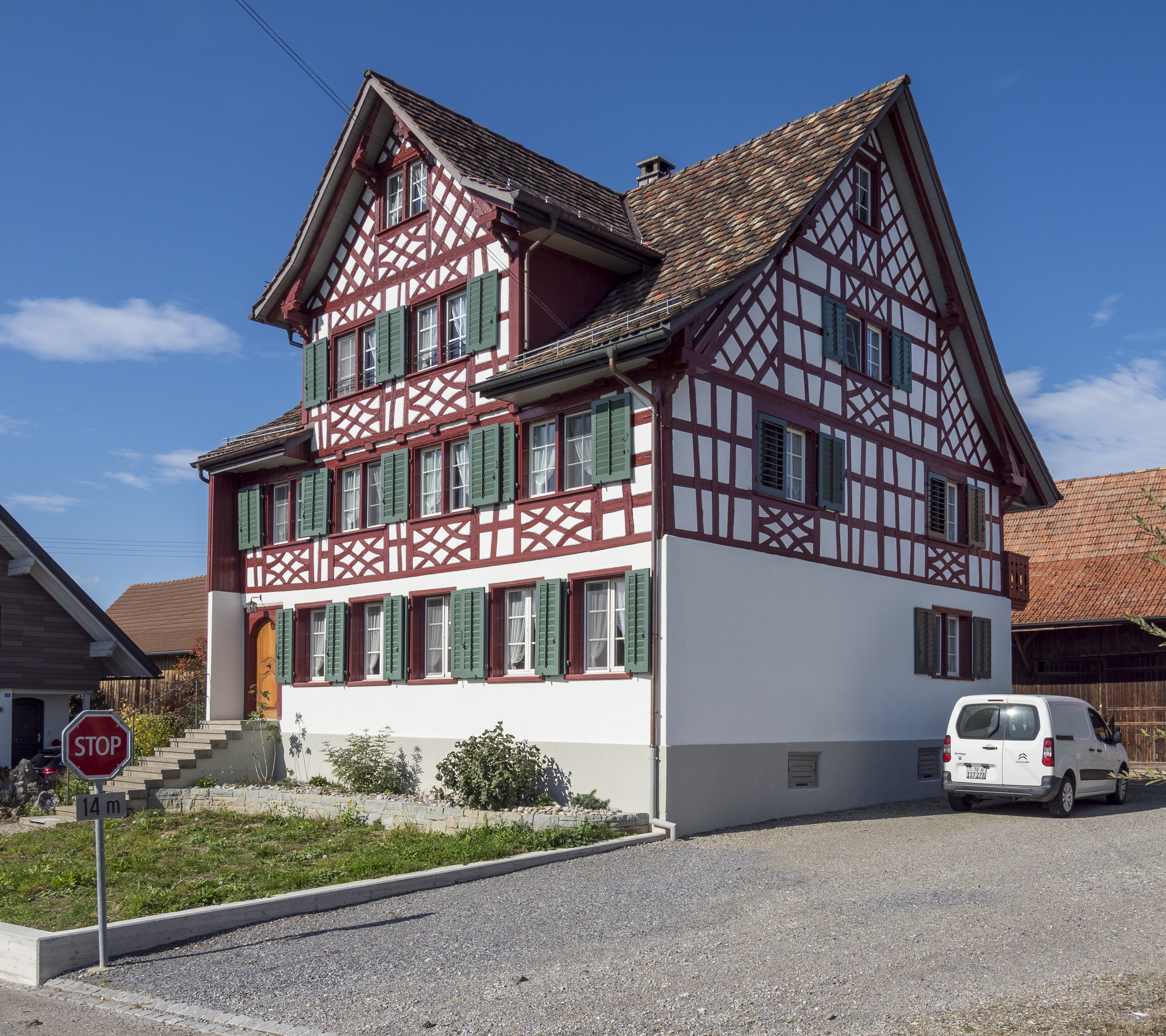
Lenzenhaus 11 in Andwil